# Diocesi di Cibistra
La diocesi di Cibistra (in latino Dioecesis Cybistrensis) è una sede soppressa del patriarcato di Costantinopoli e una sede titolare della Chiesa cattolica.

## Storia
Eraclea Cibistra, corrispondente alla città di Ereğli nell'odierna Turchia, è un'antica sede episcopale della provincia romana della Cappadocia Seconda nella diocesi civile del Ponto. Faceva parte del patriarcato di Costantinopoli ed era suffraganea dell'arcidiocesi di Tiana.
Pochi sono i vescovi documentati di questa antica diocesi bizantina. Timoteo prese parte al concilio di Nicea del 325, mentre Ciro assistette al concilio di Calcedonia (451) e sottoscrisse la lettera dei vescovi della Cappadocia Seconda all'imperatore Leone (458) in seguito all'uccisione del patriarca alessandrino Proterio. Un anonimo vescovo è attestato nel 955 per aver colpito con la sospensione a divinis un prete reo di aver mal celebrato l'eucaristia. Un altro vescovo anonimo è attestato da un sinodo patriarcale celebrato il 26 aprile 1066. Forse si tratta di Gregorio, la cui firma si trova in calce a decreti sinodali del 9 novembre 1071 e del 14 marzo 1072. Anche gli altri vescovi documentati nel XII secolo presero parte a sinodi patriarcali.
Le Notitiae Episcopatuum riportano che nella seconda metà dell'XI secolo, all'epoca dell'imperatore Costantino X Ducas, Cibistra, nota da questo momento nelle fonti ecclesiastiche con il solo nome di Eraclea, divenne una sede arcivescovile autocefala; nel XIII secolo è indicata come sede metropolitana; infine, la sede non appare più nelle Notitiae di fine XV secolo, segno che a quell'epoca la diocesi era stata soppressa.
Dal XVIII secolo Cibistra è annoverata tra le sedi vescovili titolari della Chiesa cattolica; la sede è vacante dal 3 febbraio 1965.

## Cronotassi

### Vescovi greci
- Timoteo † (menzionato nel 325)
- Ciro † (prima del 451 - dopo il 458)
- Anonimo † (menzionato nel 955)
- Anonimo † (menzionato nel 1066)
- Gregorio † (prima del 1071 - dopo il 1072)
- Anonimo † (menzionato nel 1156)
- Acacio † (menzionato nel 1157)
- Giovanni I † (prima del 1170 - dopo il 1177)
- Giovanni II † (menzionato nel 1192)

### Vescovi titolari
- Bonaventura Benich, O.F.M. † (12 luglio 1766 - ?)
- Alexander Paterson † (14 maggio 1816 - 30 ottobre 1831 deceduto)
- Jacques-Antoine-Claude-Marie Boudinet † (11 marzo 1856 - 16 giugno 1856 confermato vescovo di Amiens)
- Philippe François Zéphirin Guillemin, M.E.P. † (8 agosto 1856 - 5 aprile 1886 deceduto)
- Martin Poell, O.F.M. † (20 giugno 1890 - 2 gennaio 1891 deceduto)
- Johannes Baptist Katschthaler † (4 giugno 1891 - 17 dicembre 1900 confermato arcivescovo di Salisburgo)
- Eduard Hermann (Herrmann) † (30 agosto 1901 - 3 marzo 1916 deceduto)
- Paul Nègre † (7 dicembre 1916 - 7 febbraio 1940 deceduto)
- Nicasio Balisa y Melero, O.A.R. † (14 gennaio 1941 - 3 febbraio 1965 deceduto)